# Iavor Iankiev
Iavor Iankiev (en búlgar: Явор Янакиев) (Stara Zagora, Bulgària 1985) és un lluitador búlgar, guanyador d'una medalla olímpica.

## Biografia
Va néixer el 3 de juny de 1985 a la ciutat de Stara Zagora, població situada a la província del mateix nom.

## Carrera esportiva
Va participar, als 23 anys, als Jocs Olímpics d'Estiu de 2008 realitzats a Pequín (RP Xina), on va aconseguir guanyar la medalla de bronze en la prova de pes welter (- 74 kg.).